# Sigfrido Fontanelli
Sigfrido Fontanelli (Pulica, Florència, Toscana, 1 d'octubre de 1947 – Montelupo Fiorentino, 20 de febrer de 2004) va ser un ciclista italià que fou professional entre 1969 i 1978. En el seu palmarès destaca una victòria al Giro d'Itàlia de 1976, així com una etapa a la Tirrena-Adriàtica de 1974 i al Critèrium del Dauphiné Libéré de 1975.
Va morir el febrer de 2004 en un accident de trànsit.

## Palmarès
- 1973
  - 1r al Giro de les Marques
  - 1r al Critèrium de Vigolo Marchese
- 1974
  - 1r al Critèrium de Nodica
  - Vencedor d'una etapa a la Tirrena-Adriàtica
- 1975
  - Vencedor d'una etapa al Critèrium del Dauphiné Libéré
- 1976
  - Vencedor d'una etapa al Giro d'Itàlia

### Resultats al Giro d'Itàlia
- 1970. 51è de la classificació general
- 1971. Abandona (4a etapa)
- 1973. 68è de la classificació general
- 1974. 57è de la classificació general
- 1976. 45è de la classificació general. Vencedor d'una etapa
- 1977. 59è de la classificació general

### Resultats al Tour de França
- 1969. Abandona (10a etapa)
- 1975. 43è de la classificació general

### Resultats a la Volta a Espanya
- 1972. Abandona (16a etapa)
- 1977. Abandona (19a etapa)